# RIAS-Prozess
Der sogenannte RIAS-Prozess (offizielle Bezeichnung Strafsache gegen Wiebach und andere) war ein Schauprozess, der 1955 vor dem Obersten Gericht der DDR stattfand. In diesem Strafverfahren wurden fünf Bürger aus Ost-Berlin und der DDR angeklagt, weil sie mit dem Rundfunk im amerikanischen Sektor von Berlin (RIAS) in Kontakt standen und Informationen an Mitarbeiter des Senders weitergaben. Auf Weisung von Walter Ulbricht wurde gegen einen der Angeklagten ein Todesurteil verhängt.
Die näheren Umstände des Prozesses und der Urteilsfindung gelangten erst nach der politischen Wende in den 1990er Jahren an die Öffentlichkeit.

## Der RIAS
Das antikommunistisch ausgerichtete Informations- und Unterhaltungsprogramm des von der US-amerikanischen Militärverwaltung gegründeten RIAS setzte im Kalten Krieg einen Gegenpol zum Nachrichten- und Meinungsmonopol der sowjetischen Besatzer. Ein Programmschwerpunkt war die Berichterstattung und Kommentierung des Geschehens in der DDR oder – wie es damals der westdeutsche Sprachgebrauch war – „in der Zone“. Bekannte RIAS-Sendereihen waren beispielsweise Berlin spricht zur Zone, Aus der Zone – für die Zone und Werktag der Zone, die als Zielgruppe die Bürger Ost-Berlins und der DDR hatten. Der RIAS war mit diesen Sendereihen am Höhepunkt des Kalten Krieges mehr ein Interventions- als ein Informationssender.
Folglich war der Sender dem DDR-Regime ein Dorn im Auge; speziell nach dem Aufstand vom 17. Juni 1953. Gegenmaßnahmen des Regimes waren beispielsweise Störsender und die Bespitzelung der Mitarbeiter des RIAS durch die Stasi-Mitarbeiter.

## Die Aktion Enten
Im November begannen die Planungen zu der Großaktion Enten. Der Operativplan zu dieser Aktion wurde im Februar 1955 von Erich Mielke, zu diesem Zeitpunkt Stellvertretender Leiter des Ministeriums für Staatssicherheit, unterzeichnet. Ziel der Aktion Enten war „nicht nur die Agenturen des RIAS zu zerschlagen und sie ihrer gerechten Bestrafung zuzuführen, sondern durch richtige politisch-operative Maßnahmen dem RIAS einen solchen Schlag zuzufügen, der es möglich macht, diesen amerikanischen Sender vor dem gesamten deutschen Volk und der Weltöffentlichkeit als Spionagezentrale des amerikanischen Geheimdienstes zu entlarven.“ Dazu wurden 49 sogenannte RIAS-Agenten in Ost-Berlin und der DDR festgenommen. Vermutlich führte ein von einem Stasi-Spitzel entwendetes Notizbuch mit Namen und Adressen zur Festnahme der ostdeutschen Bürger. Die festgenommenen Personen kamen aus allen sozialen Schichten. Sie hatten bei Besuchen in West-Berlin Kontakt zum RIAS aufgenommen und dem Sender dabei unterschiedlichste Informationen über die DDR, wie beispielsweise Wirtschaftsinformationen, Stimmungsberichte aus dem DDR-Alltag, aber auch Berichte über die Remilitarisierung der DDR, zugespielt. Die Informationen waren zwar für die Sendeprogramme des RIAS gedacht, aber brisantere Informationen wurden von RIAS-Mitarbeitern an das Counter Intelligence Corps (CIC) der US Army weitergereicht.

## Vor dem Prozess

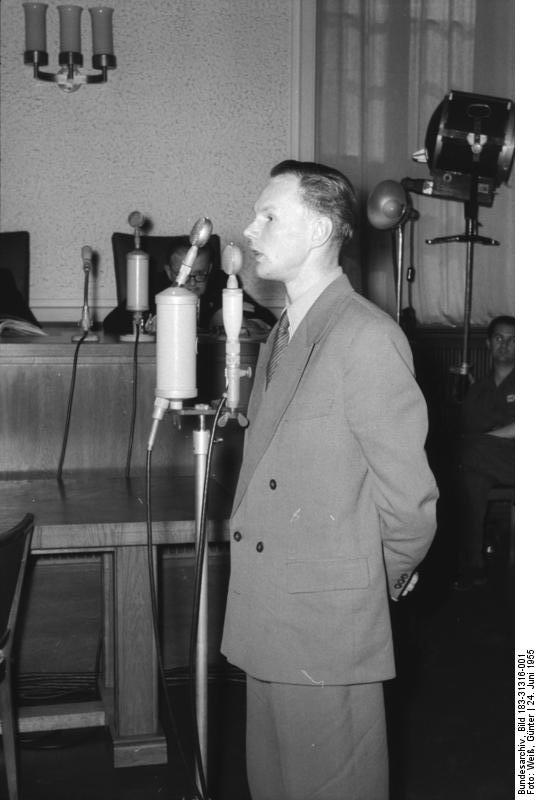
Joachim Wiebach am 24. Juni 1955 vor dem Obersten Gericht

Aus den 49 festgenommenen Personen der Aktion Enten wurden willkürlich fünf Männer für einen Prozess vor dem Obersten Gericht der DDR ausgewählt. Dies waren:
- Joachim Wiebach, ein 29-jähriger Ost-Berliner Dekorateur,
- Richard Baier, ein 28-jähriger Lektor und Redakteur aus Ost-Berlin,
- Günther Krause, ein 50-jähriger Drogist aus Königs Wusterhausen,
- Willi Gast, ein 45-jähriger Verwaltungsangestellter aus Stralsund, und
- Manfred Vogt, ein 23-jähriger Elektromeister aus Brandenburg.

Die fünf Angeklagten waren zwischen dem 5. und 16. April 1955 festgenommen worden. Sie begegneten sich erstmals zu Prozessbeginn im Großen Saal des Obersten Gerichts in der Scharnhorststraße 37 in Berlin-Mitte. Während ihrer Untersuchungshaft wurden sie im Untersuchungsgefängnis in Berlin-Hohenschönhausen unter anderem durch Schlafentzug und physische Misshandlungen gefoltert.
Wiebach arbeitete bei der DEWAG. Er wurde am 6. April verhaftet. Ihm wurden mehrere Straftaten vorgeworfen. So soll er seit April/Mai 1954 zwei Mitarbeitern des RIAS (Franz Siegel und Lisa Thum alias Lisa Stein) interne Informationen aus seinem Betrieb und über Aufträge und Auftraggeber der DEWAG geliefert haben. Diese Informationen soll er auch Mitarbeitern aus dem Bundesamt für Verfassungsschutz zugetragen haben. Im Februar 1955 soll er dann vom CIC zur Militärspionage angeworben worden sein. Insbesondere der letztgenannte Punkt machte ihn zum Hauptangeklagten. Siegel und Stein vermischten ihre journalistische Tätigkeit mit ihrer nachrichtendienstlichen, wodurch sie ihre Informanten erheblich gefährdeten. Zudem sollen sie ihre Informanten bedroht haben, wenn sie ihre Zusammenarbeit beenden wollten.
Am 14. Juni 1955 erhielt Walter Ulbricht, der Erste Sekretär des Zentralkomitees der SED, eine von Klaus Sorgenicht unterzeichnete und von Josef Streit verfasste dreiseitige Hausmitteilung, die von der Abteilung Staatliche Organe im ZK der SED angefertigt worden war. Der erste Satz der Mitteilung ist eine Vorverurteilung der Angeklagten: „Die Beschuldigten sind Agenten des RIAS und haben durch die Lieferung von Spionageinformationen politischen, wirtschaftlichen und militärischen Charakters die Durchführung von Sabotage- und Diversionsakten unterstützt und zur Vorbereitung eines neuen Krieges beigetragen.“ Danach folgt eine stichwortartige Beschreibung der Anklagepunkte. Das Schreiben endet mit dem Hinweis: „Folgende Strafen sind beabsichtigt: Wiebach – lebenslängliches Zuchthaus, Baier – fünfzehn Jahre Zuchthaus, Krause – lebenslängliches Zuchthaus, Gast – zwölf Jahre Zuchthaus, Vogt – acht Jahre Zuchthaus.“
Ulbricht strich bei Joachim Wiebach „lebenslängliches Zuchthaus“ durch und schrieb „Vorschlag: Todesurteil“. Dann unterzeichnete er die Mitteilung mit „Einverstanden/W. Ulbricht“.

## Der Prozess

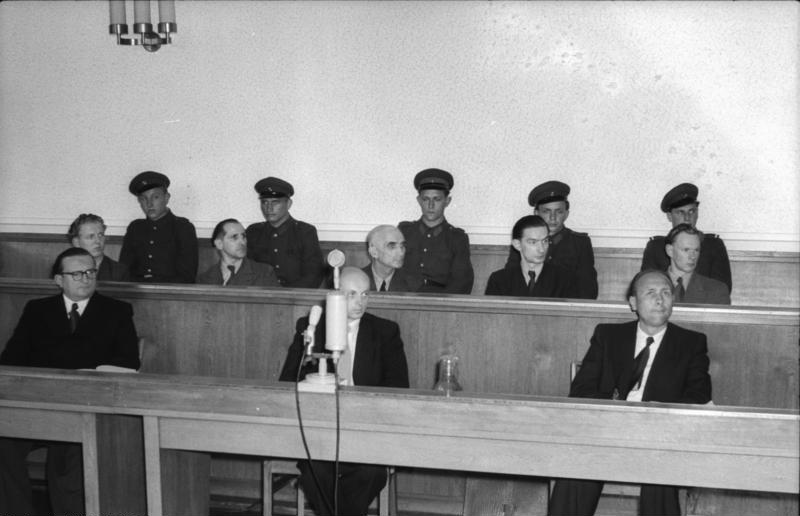
Die Angeklagten Joachim Wiebach, Richard Baier, Günter Krause, Willi Gast und Manfred Vogt in der 2. Reihe

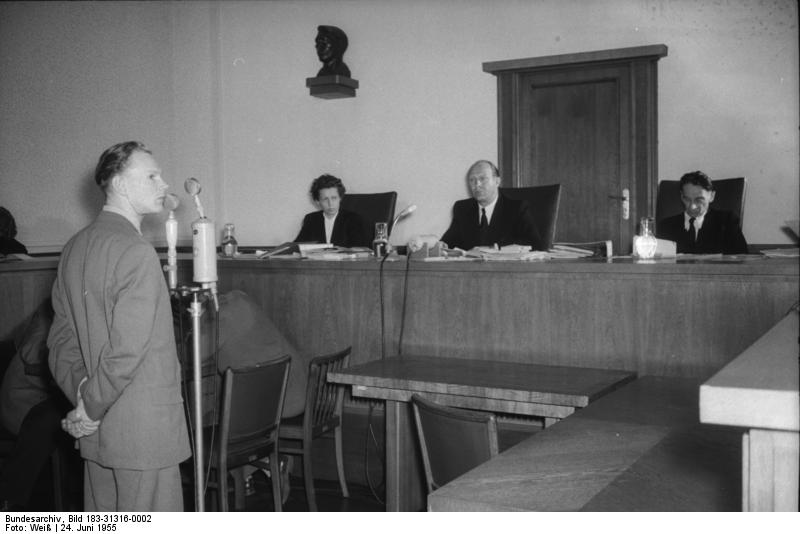
Joachim Wiebach vor Gericht. In der Bildmitte Kurt Schumann. Links von ihm vermutlich Helene Kleine und rechts Hans Rothschild.

Der Prozess vor dem 1. Senat des Obersten Gerichts der DDR fand an zwei Verhandlungstagen am 24. und 25. Juni 1955 vor erweiterter Öffentlichkeit statt. Den Vorsitz hatte Kurt Schumann, der Präsident des Obersten Gerichts. Als Beisitzer fungierten Helene Kleine und Hans Rothschild, die beide Oberrichter am Obersten Gericht waren. Die Anklage wurde von Generalstaatsanwalt Ernst Melsheimer und Staatsanwalt Walter Piehl vertreten. Drei Rechtsanwälte aus Ost-Berlin, Halle/Saale und Löbau vertraten die Angeklagten.
In der Hauptverhandlung wurden 14 Zeugen verhört, die ausschließlich Belastungszeugen waren. Am 27. Juni 1955 wurden die Urteile verkündet. In der Urteilsbegründung wurde der RIAS als „Spionagezentrale“ und „verbrecherische Organisation“ bezeichnet.

„Die Hauptverhandlung vor dem Obersten Gericht der Deutschen Demokratischen Republik hat die Richtigkeit der Anklage des Generalstaatsanwalts bestätigt, dass die Sendungen des RIAS dem alleinigen Zweck dienen, die Atmosphäre in den internationalen Beziehungen durch die Verleumdung der Länder des Friedenslagers zu vergiften, Provokationen zu inszenieren, das Gift des Chauvinismus und der Kriegshetze zu verbreiten und jede nur mögliche Unruhe zu schaffen, um unter allen Umständen zu verhindern, dass Deutsche aus Ost und West durch Verhandlungen alles Trennende beseitigen.“

Mit den verhängten Strafen folgte das Gericht im Wesentlichen den Vorgaben aus dem ZK der SED. Joachim Wiebach wurde – der Vorgabe Ulbrichts entsprechend – zum Tode verurteilt.
Richard Baier erhielt für die Weitergabe von Informationen, die er der DDR-Presse entnahm, 13 Jahre Zuchthaus, von denen er 6 Jahre und 9 Monate verbüßte.
Günter Krause wurde zu lebenslänglichem Zuchthaus verurteilt. Er hatte offen zugängliche Informationen an den RIAS geliefert. Strafverschärfend war wohl, dass er Daten über das Gebäude und den Personalstand des örtlichen Volkspolizeikreisamts, die Verlegung einer Einheit der Kasernierten Volkspolizei und die Auflösung und Verlegung sowjetischer Dienststellen weitergab.
Willi Gast erhielt eine Strafe von 15 Jahren Zuchthaus. Vor seiner Verhaftung arbeitete er als Sachbearbeiter in Stralsund im staatlichen Kreiskontor für landwirtschaftlichen Bedarf. Er war Mitglied in der SED. In der Urteilsbegründung wurde ihm vorgeworfen, durch seine Informationen die Bevölkerung der DDR bewusst verunsichert und das Vertrauen in die Regierung und die örtlichen Staatsorgane damit angegriffen zu haben. Als besonders schwerwiegende Vergehen wurden ihm dabei die „Gefährlichkeit seiner Berichterstattung“, seine „Hartnäckigkeit“, sein freiwilliges Andienen seiner Dienste beim RIAS und seine Tarnung als „Mitglied der Partei der Arbeiterklasse“ angerechnet.
Zu acht Jahren Zuchthaus wurde Manfred Vogt verurteilt. Bis zu seiner Verhaftung arbeitete er im VEB Stahl- und Walzwerk Brandenburg. Laut dem Vernehmungsprotokoll wurde Vogt in West-Berlin von Siegel auf der Straße angesprochen. Vogt verweigerte zunächst die Mitarbeit, wurde aber von Siegel zweimal massiv unter Druck gesetzt. Danach übergab er Siegel Informationen, die ausschließlich seinen Betrieb betrafen. Die Weigerung Vogts zur Zusammenarbeit mit Siegel wurde auch vom Gericht anerkannt: „[…] dem Angeklagten [ist] zugute zu halten, daß er zweimal den Versuch unternommen hat, die Verbindung mit dem RIAS zu lösen und durch Drohungen […] zur weiteren Spionage veranlasst wurde.“
Nach der Urteilsverkündung schrieb das Neue Deutschland: „Unser Volk muß aus diesem Prozeß die Lehren ziehen, die Hetzsendungen des RIAS zu verabscheuen. Dort sprechen nicht Menschen, die die kulturellen Interessen der Bevölkerung im Auge haben, sondern gemeine Kriegshetzer.“

## Hinrichtung
Am 14. September 1955 um 2 Uhr wurde in der Untersuchungshaftanstalt I in Dresden, der damaligen zentralen Hinrichtungsstätte der DDR, das Todesurteil gegen Joachim Wiebach per Guillotine vollstreckt. Aus der Zeitung hatten seine Eltern von dem Urteil erfahren. Ihr Gnadengesuch wurde von Wilhelm Pieck, dem Präsidenten der DDR, abgelehnt. Die Richter des Ersten Strafsenats hatten die Begnadigung unterstützt. Wiebachs Abschiedsbrief wurde zu den Akten genommen und seinen Eltern nicht überreicht. Von der Hinrichtung ihres Sohnes erfuhren die Eltern erst zwei Monate nach dem Vollzug.